# Asociación Uruguaya de Fútbol
Asociación Uruguaya de Fútbol – ogólnokrajowy związek sportowy, działający na terenie Urugwaju, będący jedynym prawnym reprezentantem urugwajskiej piłki nożnej, zarówno mężczyzn, jak i kobiet, we wszystkich kategoriach wiekowych w kraju i za granicą.

## Historia
Urugwajski Związek Piłki Nożnej został założony 30 marca 1900. Klubami założycielskimi były: Albion FC, CURCC Montevideo, Deutscher Fussball Klub i Uruguay Athletic Club. W 1916 roku Urugwajski Związek Piłki Nożnej wraz z Argentyńskim Związkiem Piłki Nożnej, Brazylijską Konfederacją Piłki Nożnej i Chilijską Federacją Piłki Nożnej założył CONMEBOL. W 1922 roku grupa dysydentów założyła osobną federację – Federación Uruguaya de Football. W 1926 roku, po interwencji urugwajskiego rządu AUF i FUF ponownie połączyły się w jeden związek sportowy. Od 1923 AUF jest członkiem FIFA.

## Rozgrywki organizowane przez AUF

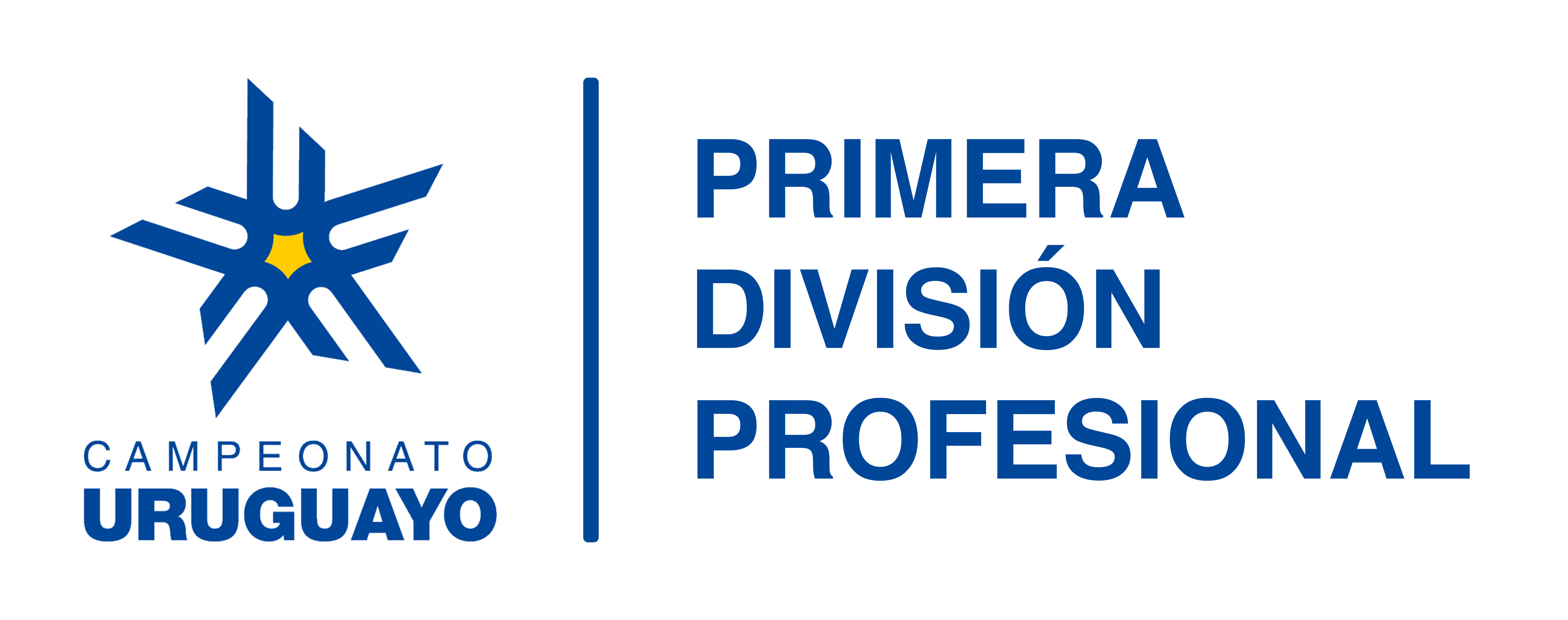
Logo Primera División Uruguaya – jednej z klas rozgrywkowych organizowanych przez Urugwajski Związek Piłki Nożnej

### Piłka nożna mężczyzn
Urugwajski Związek Piłki Nożnej organizuje dwie profesjonalne klasy rozgrywkowe: Primera División Uruguaya i Segunda División Profesional de Uruguay oraz jedną amatorską – Primera División Amateur de Uruguay.

### Piłka nożna kobiet
AUF organizuje dwie klasy rozgrywkowe kobiecych rozgrywek ligowych: Campeonato Uruguayo de Fútbol Femenino i Campeonato Uruguayo Femenino Divisional B.

### Rozgrywki młodzieżowe i futsal
Urugwajski Związek Piłki Nożnej organizuje rozgrywki w klasach wiekowych: U-19, U-17, U-16, U-15 i U-14 w piłce nożnej oraz rozgrywki seniorskie męskie, seniorskie żeńskie, U-20 i U-17 w futsalu.